# Luigi Rubio

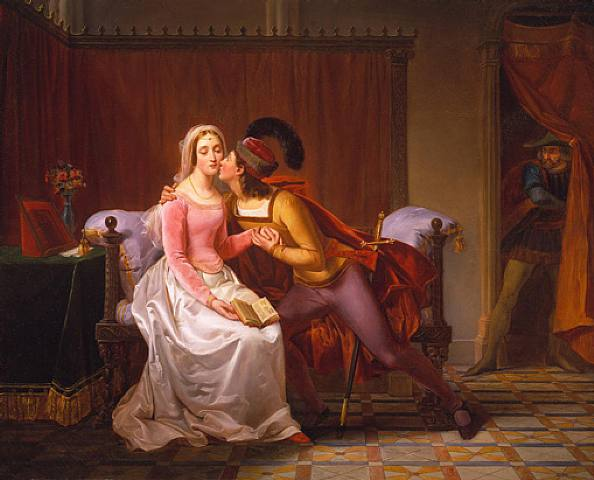
Paolo et Francesca par Louis Rubio - huile sur toile, 1833

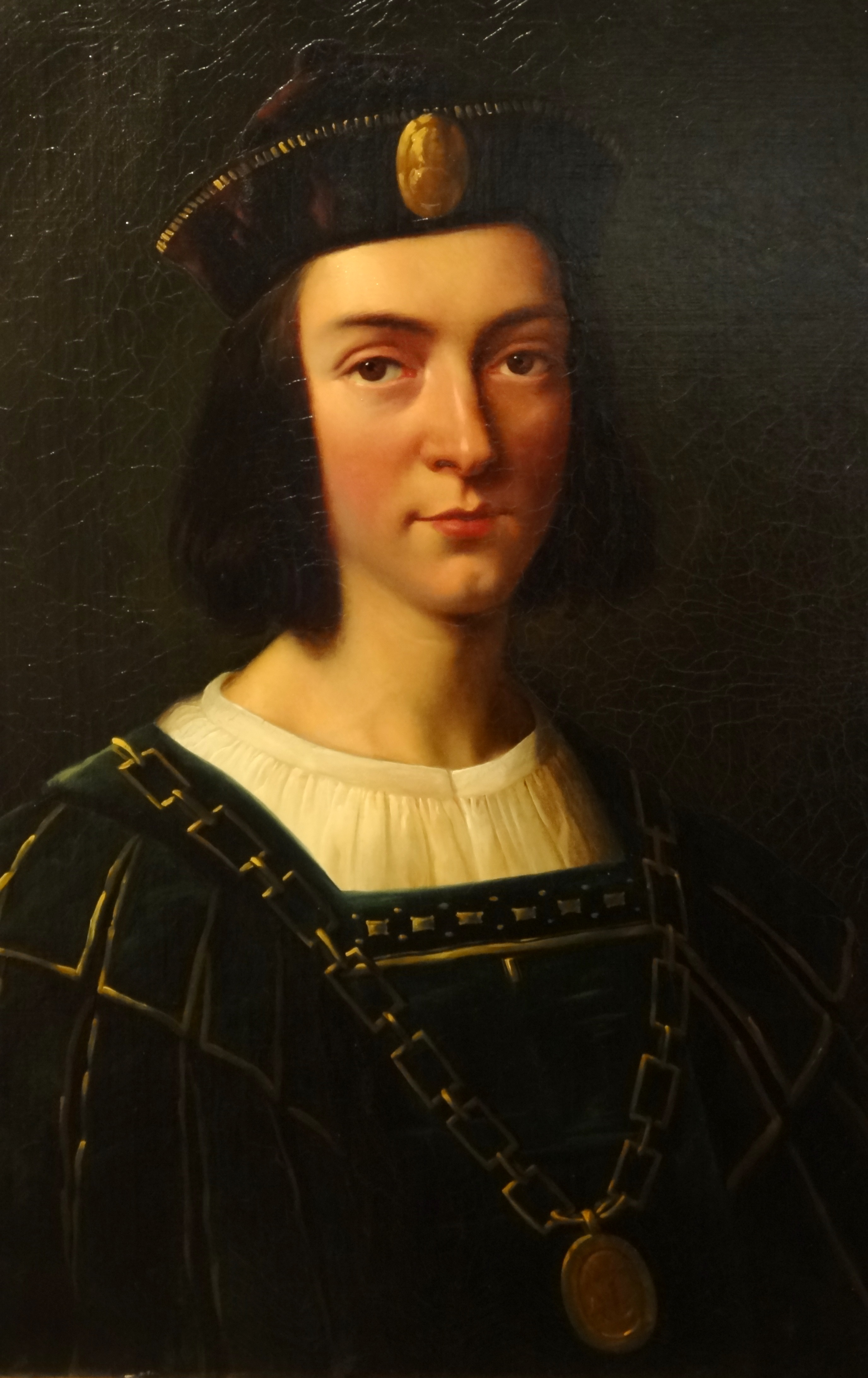
Louis II de Bourbon

Luigi ou Louis Rubio, né le 6 février 1801 à Rome et mort le 2 août 1882 à Florence, est un peintre italien, actif dans les deux styles, le néo-classicisme, et plus tard, le romantisme, peignant principalement des toiles historiques et mythologiques, ainsi que quelques sujets de genre et des portraits. Ses œuvres remontent au style troubadour vingt ans plus tôt.

## Biographie
Il réside à Rome. Jeune homme, il étudie à l'Académie de San Luca, et il remporte le prix Canova. En 1823, il s'installe à l'Institut des Beaux-Arts de  Parme : où il obtient un prix pour son Priam aux pieds d'Achille. En 1824 à Rome, sa toile du Samaritain remporte le prix Pio Clémentine, deux médailles d'or, et lui accorda une pension de 15 scudi par mois pendant trois ans, payée par le gouvernement papal sous le Pape Léon XII. En 1827, il a été nommé académicien honoraire à l'Académie de Rome. De 1827 à 1830, il fut chargé de travailler pour le comte Zamoyski, Président du Sénat à Varsovie en Pologne.
En 1830-1848, il s'installe à Paris. Sa peinture majeure Paolo et Francesca est une toile hautement finie et détaillée, exposée au Salon de Paris de 1833, dont les couleurs remontent à celles du début du XIXe siècle. Sa composition doit beaucoup à d'autres représentations de l'épisode, comme les nombreuses versions d'Ingres la peinture de Coupin de la Couperie  (1812, achetée par Joséphine Bonaparte) et les gravures du XIXe siècle. À l'exposition de 1836, il expose une toile représentant le Mariage de Salvator Rosa sur son lit de Mort; etil remporte une médaille d'or de nombreuses commandes pour le Musée de Versailles, qui sera inauguré par le roi Louis-Philippe 1er. À Paris, en plus des portraits, il peint des toiles pour la chapelle russe et une toile pour l'église de la contessa Malacoska; une autre pour l'église catholique de Moscou, un Christ, Saints Pierre et Paul. En 1842, il remporte la médaille d'argent à l'Exposition d'Alençon.  En 1843, il remporte la médaille d'argent à l'Exposition de Boulogne-sur-Mer pour ses portraits. En 1849, le pape Pie IX l'élève au rang d'équestre dans l'ordre de San Silvestro. En 1862, nommé chevalier de l'Ordre des Saints Maurice et Lazzaro. En 1870, il est nommé professeur à l'Académie des beaux-arts de Florence et, son autoportrait est ajouté à la salle des peintres de la Galerie des Offices de Florence.
Il a également reçu un prix d'Abdülmecid Ier, pour lequel Rubio Rubio a réalisé un portrait à Constantinople. En 1853, il a été élu professeur à l'Académie des Beaux-Arts de Saint-Pétersbourg. En 1867, il fit peindre une icône de San Stanislaus envoyée au tsar Alexandre II, après avoir décoré l'église russe de Genève.
Parmi ses dernières œuvres, on peut citer : Donna che attinge acqua al fonte (1844); Le peintre Rubens persuade la jeune Van Dyck de quitter le village Flamand de Saventhem, où il avait séjourné pour l'amour d'une jeune femme (1851); Costumes des environs de Rome(1861); Una filatrice (1861); Shepherds of the Roman Campagna (1861); Contadina che de la fila (1861); La Charité (1863); Neapolitan Fishermen (1863); Épisode du Siège d'Ancône en 1174 (1866); et un Portrait de Marcello (1870), le célèbre compositeur de musique classique.
Il meurt le 2 août 1882 à Florence.

## Œuvres
- Orléans, musée des Beaux-Arts: Portrait de femme, 1837, huile sur toile, 22 x 16,3 cm[10].